# Bad Vibes Forever (песня)
«bad vibes forever» — посмертный сингл американского рэпера XXXTentacion при участии PnB Rock и Trippie Redd. Он был выпущен как третий и последний сингл с одноимённого альбома.

## История
26 ноября 2019 года песня была внезапно добавлена на микстейп A Love Letter to You 4 от Trippie Redd. Однако в течение недели она была удалена оттуда.

## Чарты
| Чарт (2019)                           | Высшая позиция |
| ------------------------------------- | -------------- |
| Канада (Billboard Canadian Hot 100)   | 85             |
| Новая Зеландия (RMNZ)                 | 10             |
| США (Billboard Hot 100)               | 85             |
| США (Billboard Hot R&B/Hip-Hop Songs) | 39             |